# 한국의 가뭄
한국의 가뭄은 다른 지구의 부분과 유사하다.

## 사건

### 2010년대
2015년 6월부터 시작된 가뭄은 대한민국과 조선민주주의인민공화국 모두에 영향을 미쳤다. 그 해 강수량은 일부 지역에서 평균의 절반에도 못 미쳤으며, 2014년의 건조한 해에 이은 것이었다. 6월 19일, 소양강댐의 수위는 152.24 미터 (499.5 ft)로, 1978년 6월 24일 건설 당시 수위가 151.93 미터 (498.5 ft)였던 이래로 기록된 가장 낮은 수위였으며, 소양호는 완전히 증발했다. 조선민주주의인민공화국 또한 극심한 가뭄으로 피해를 입었으며, 유엔은 약 1억 1천만 달러의 지원이 필요할 것으로 추정했다.
|  |

|  |

|  |

|  |

|  |

|  |

|  |

|  |

|  |

|  |

|  |

|  |

|  |

|  |

|  |

|  |

|  |

|  |

|  |

|  |

|  |

|  |

|  |

|  |

|  |

|  |

|  |

|  |

|  |

|  |

|  |

|  |

|  |

|  |

|  |

|  |

|  |

|  |

|  |

|  |

|  |

|  |

|  |

|  |

|  |

|  |

|  |

## 같이 보기
- 엘니뇨
- 지구 온난화의 영향 § 수자원